# Bolitoglossa stuarti
Bolitoglossa stuarti är en groddjursart som beskrevs av David Burton Wake och Arden H. Brame, Jr. 1969. Bolitoglossa stuarti ingår i släktet Bolitoglossa och familjen lunglösa salamandrar. IUCN kategoriserar arten globalt som otillräckligt studerad. Inga underarter finns listade.